# Alex Kidd in Shinobi World
Alex Kidd in Shinobi World (рус. Алекс Кидд в мире Синоби) (рабочее название — Shinobi Kid) — видеоигра жанра платформер, разработанная и выпущенная компанией Sega в 1990 году эксклюзивно для игровой приставки Sega Master System для североамериканского и европейского рынков по цене £29,99. Последняя из шести игр серии Alex Kidd, объединённых общим протагонистом — пареньком по имени Алекс Кидд. Является пародией на посвящённые приключениям ниндзи Джо Мусаси видеоигры серии Shinobi, также выпущенные Сегой. В 2009-2010 годах игра стала доступна для скачивания на Virtual Console Wii. По версии организации ESRB, имеет рейтинг E — для игроков от 6 лет.

## Сюжет
Сюжет Alex Kidd in Shinobi World предельно прост, что обычно для видеоигр того времени. Тёмный ниндзя Хандзо (англ. Hanzo), уничтоженный десять тысяч лет назад, появился в Чудесном Мире (англ. Miracle World) Алекса Кидда. Злодей похитил подружку Алекса и, используя её в качестве заложницы, собирается поработить Чудесный Мир. Единственный, кто может остановить его — это, естественно, Алекс, в которого вселяется дружественный дух доброго ниндзи, превращая того в ловкого и сильного воина.

## Геймплей

Кадр из первого уровня игры

Игра является типичным платформером третьего поколения, вроде Super Mario Bros., только с бо́льшим уклоном в action, как в играх Adventure Island или Flintstones. Игрок управляет Алексом Киддом, облачённым в костюм ниндзя и вооружённым катаной, ударами которой он расправляется с врагами.
Игра является пародией на игры серии Shinobi, в связи с чем большинство противников являются различного вида ниндзя, выполненными в отличие от Shinobi в более «мультяшном», детском стиле. По уровням игры разбросаны разнообразные бонусы: сердечки, увеличивающие шкалу здоровья, метательные копья, кристальные сферы, увеличивающие мощность катаны Алекса и т. п. Некоторые из бонусов просто лежат во встречающихся по пути сундучках, другие спрятаны и сразу не видны.
Всего игра состоит из четырёх локаций: город, пристань и маяк, джунгли, замок Хандзо. Каждая локация в свою очередь подразделена на 3 части, в последней из которых игроку предстоит встреча с особенно сильным противником — боссом «уровня».
| Сводный рейтинг     | Сводный рейтинг |
| Агрегатор           | Оценка          |
| ------------------- | --------------- |
| MobyRank            | 75/100          |
| Иноязычные издания  |                 |
| Издание             | Оценка          |
| AllGame             | 3,5/5           |
| CVG                 | 92/100          |
| VicioJuegos.com     | 81/100          |
| Jeuxvideo.com       | 16/20           |
| Zero                | 78/100          |
| Power Play          | 77/100          |
| Kingdom of Desire   | 7,5/10          |
| Retrogaming History | 7/10            |
| GamesCollection     | 6,5/10          |
| Game Freaks 365     | 6/10            |

## Критика
Alex Kidd in Shinobi World была достаточно успешной и во всех отзывах получила и продолжает получать высокие и очень высокие оценки. По версии популярного веб-сайта MobyGames средняя оценка игры составляет 75/100, что является лучшим результатом среди игр этой серии после самой первой игры — Alex Kidd in Miracle World, средняя оценка которой равняется 85/100. Коммерческая информационная база данных компьютерных игр для различных платформ Allgame оценила игру в 3,5 звёздочки из 5.

### Рецензии
- Британский журнал Computer and Video Games в сентябрьском номере 1990 года поставил Alex Kidd in Shinobi World практически максимальную оценку — 92/100. По мнению CVG, она взяла в себя всё лучшее от игр Shinobi и Alex Kidd и получилась очень увлекательной, красивой и в меру сложной[9].
- Так же весьма высокую оценку 81/100 игра получила на испаноязычном веб-сайте VicioJuegos.com, по мнению которого Alex Kidd in Shinobi World является не лучшей игрой в серии, но всё же весьма неплохой игрой и должна понравиться фанатам как серии Shinobi, так и серии Alex Kidd. Небольшим минусом по мнению VicioJuegos является невысокая продолжительность игры[10].
- Посвящённый классическим и современным компьютерным играм французский веб-сайт Jeuxvideo.com оценил приключения Алекса Кидда в мире Синоби в 16 баллов из 20, в том числе: оценку 16/20 получило графическое оформление, 17/20 — геймплей, 15/20 — сюжет и 14/20 — музыка и звуковые эффекты. Игра была названа в отзыве весьма интересной и красочной, однако, непродолжительной и слишком лёгкой для опытных игроков[11].
- Другой британский журнал, специализировавшийся на консольных и компьютерных играх — Zero[англ.], поставил Alex Kidd in Shinobi World в декабре 1990 года 78/100 баллов, назвав игру в меру сложным, красочно оформленным, достойным продолжением серии[3].
- Немецкоязычный веб-сайт Kingdom of Desire оценил Alex Kidd in Shinobi World в 7,5 баллов из 10, в том числе: по 7/10 за графику, музыку и звук и 8/10 за геймплей. Игра была названа очень удачной, интересной пародией со многими отсылками к играм серии Shinobi. В минус приключениям Алекса была поставлена невысокая сложность и некоторые недостатки в управлении[12].
- Несколько более низкую оценку — 6 звёздочек из 10, получила «реинкарнация» Алекса на Virtual Console Wii от англоязычного веб-сайта Nintendo Life, назвавшего игру далеко не самой лучшей в серии. Графика игры, по мнению рецензента Nintendo Life, является довольно красочной, но не особо впечатляющей и даже несколько недоработанной. В то же время игровой процесс Alex Kidd in Shinobi World назван им забавным и увлекательным. Как и во многих других отзывах, минусами игры была названа её непродолжительность и невысокая сложность[13].